# Abd Allah (Tahiride)
Pour les articles homonymes, voir Abdallah.
 (octobre 2015).
Si vous disposez d'ouvrages ou d'articles de référence ou si vous connaissez des sites web de qualité traitant du thème abordé ici, merci de compléter l'article en donnant les références utiles à sa vérifiabilité et en les liant à la section « Notes et références ».
`Abd Allah ben Tâhir, né vers 798 est le gouverneur Tâhiride du Khorasan à partir de 828 jusqu'à sa mort en novembre 844. C'est sans doute le Tâhiride le plus célèbre.
`Abd Allah commença par être au service de son père Tâhir ben Husayn, en pacifiant les territoires du califat à la suite de la guerre civile entre les califes (et demi-frères) Al-Amîn et Al-Ma'mûn.
De 824 à 826, il succéda à son père dans le poste de gouverneur de la Djézireh (Mésopotamie), avec comme objectif la neutralisation du rebelle Nasr ben Shabath. Il l'a convaincu à se rendre.
Il fut alors envoyé en Égypte pour mettre fin à une rébellion. Il reconquit aussi Alexandrie qui avait été prise sept ans avant, par des réfugiés musulmans venant d'Andalousie. Après leur expulsion, ils s'étaient dirigés vers la Crète byzantine où ils avaient établi la première domination arabe.
Bien qu’`Abd Allah ait été nommé gouverneur du Khorasan en 828, il n'arriva à Nichapur qu'en 830. Dans l'intervalle il avait dû réprimer plusieurs révoltes :
- Il fut désigné pour combattre le Khurramite Babak.
- Il reçut l'ordre d'aller au Khorasan combattre les Kharidjites.

Son frère `Alî occupa, par intérim, le poste de gouverneur jusqu'à ce qu'`Abd Allah arrive à Nichapour.
Durant son règne il fallut renforcer les frontières de son territoire. Il prit pied en Transoxiane en s'appuyant sur la force de ses vassaux Samanides. Ces derniers contrôlaient le commerce entre l'Asie centrale et le califat, particulièrement celui des esclaves turcs. Muhammad ben al-Qasim, un alide, tenta une insurrection dans le Juzjan, `Abd Allah réussit à le faire prisonnier (834).
À l'ouest et en même temps, `Abd Allah renta en conflit avec le gouverneur de Tabaristan nommé Mazyar ben Qarin.  `Abd Allah prétendait être le suzerain de cette province et exigeait que le tribut versé au calife passe d'abord entre ses mains. De son côté, Mazyar ben Qarin voulait s'émanciper de la tutelle des Tâhirides et continua à verser le tribut directement au calife. Mazyar était un converti récent étroitement allié aux Zoroastriens de la province, il fut pris et envoyé en Irak où il fut exécuté. Le Tâhirides  se sont tranquillement installés au Tabaristan jusqu'à la révolte des Zaydites en  864.
Plus tard, dans la littérature arabe on a fait d'`Abd Allah ben Tâhir le modèle du gouverneur avisé et équitable. Il apparaît que dans les domaines de l'agriculture et de l'économie, les provinces sous sa responsabilité ont été particulièrement prospères.

## Sources
- (en) Cet article est partiellement ou en totalité issu de l’article de Wikipédia en anglais intitulé « Abdallah ibn Tahir al-Khurasani » (voir la liste des auteurs).
- (en) `Abd Allah ben Taher., Encyclopaedia Iranica, 17 septembre 2006